# Московско метро
Московският метрополитен (пълно официално название на руски: Моско̀вский о̀рдена Лѐнина и ордена Трудово̀го Кра̀сного Зна̀мени метрополитѐн ѝмени В. И. Ленина) е една от най-натоварените метросистеми в света. Той е държавно предприятие, пълното име на експлоатиращата го организация е Государственное унитарное предприятие „Московский метрополитен“.
Московското метро е четвърто в света и първо в Европа и постсъветското пространство по дължина на метролиниите и шесто в света по интензитет на натоварване след Пекинското, Токийското, Шанхайското, Сеулско метро и метрото на Гуанджоу.
От 1 март 2023 г. Московското метро е третото в света с две кръгови линии – след Мадридското и Пекинското.
До 2026 г. в Московското метро ще се движат безпилотни влакове, а до 2027 г. ще бъдат изградени още 25 метростанции и още 58 км релсов път.

## Описание на системата
Общата дължина на московския метрополитен е 449,1 км. Състои се от 14 линии и 258 станции по тях. В един нормален работен ден метрото превозва 8,6 милиона пасажери, а през почивните дни превозваните пътници са около 6,5 милиона на ден.

## Линии
Всяка една от линиите се идентифицира с цифра, име и цвят. При гласовото анонсиране се използва името на линията, докато при разговорната реч се използват предимно цветовете на линиите, с изключение на линия 10 (Люблинска) и линия 11 (Каховска); линия 4 (Филевска) и линия 12 (Бутовска), които са оттенъци на основен цвят.
Повечето линии минават радиално през града, с изключение на Кольцевая (Кръговата), която представлява 20-километров пръстен, позволяващ връзка между всички други линии, и Каховска, състояща се от три станиции, които до 1995 г. са били в състава на Замоскворецка и Бутовска линия.
Интересното при московския метрополитен е, че по която и линия да се движи човек, може много лесно да определи посоката според гласа на анонсиращия станциите. По линия 5, ако мъжки глас обявява имената на станциите – влакът се движи по посока на часовниковата стрелка. Ако гласът е женски, то влакът се движи в обратна на часовниковата стрелка посока. При радиалните линии, ако се движи към центъра на града, имената на станциите се обявяват от мъж, ако се движи от центъра към покрайнините, гласът е женски. Или както разпространилото се сред хората правило гласи – „шефът ти те вика на работа, жената ти те вика вкъщи“.
Почти цялата метросистема е подземна, макар че някои линии (1, 2, 3 и 4) пресичат река Москва, като линия 1 пресича още и река Яуза (чрез мост), а също така Арбатско-Покровска линия (3) пресича река Москва чрез мост след наземната станция Мякинино. Общо има 5 открити метромоста и един покрит (през река Яуза), който представлява наземно продължение на тунела. Филевска линия (4) има два наземни участъка: между станция Смоленска и Киевска (с мост над река Москва) и между станция Киевска и Кунцевска (с няколко тунела). Има три наземни станции на линия Арбатско-Покровска, една на линията Таганско-Краснопресненска и четири надземни станции по Бутовска линия (12). В Московския метрополитен има и 4 кросплатформени станции. Има две завинаги закрити станции: „Калужка“ и „Первомайска“ (и двете изграждани като временни) и една „станция-призрак“ (с работно название „Волоколамска“) под стадион „Спартак“ (бивше летище), която е конструктивно изградена, но без наземни изходи до 2014 г, когато е официално открита.
| Номер и цвят | Линия                           | Откриване на линията | Откриване на последната станция | Дължина  | Станции |
| ------------ | ------------------------------- | -------------------- | ------------------------------- | -------- | ------- |
|              | Соколническа линия              | 1935 г.              | 2019 г.                         | 44,5 km  | 26      |
|              | Замоскворецка линия             | 1938 г.              | 2018 г.                         | 42,8 km  | 24      |
|              | Арбатско-Покровска линия        | 1938 г.              | 2012 г.                         | 45,1 km  | 22      |
|              | Фильовска линия                 | 1958 г.*             | 2006 г.                         | 45,1 km  | 22      |
|              | Кольцева линия                  | 1950 г.              | 1954 г.                         | 19,3 km  | 12      |
|              | Калужко-Рижка линия             | 1958 г.              | 1990 г.                         | 37,8 km  | 24      |
|              | Таганско-Краснопресненска линия | 1966 г.              | 2015 г.                         | 42,2 km  | 23      |
|              | Калининско-Солнцевска линия     | 1979 г.              | 2012 г.                         | 16,3 km  | 8       |
|              | Солнцевска линия                | 2014 г.              | 2018 г.                         | 24,8 km  | 12      |
|              | Серпуховско-Тимирязевска линия  | 1983 г.              | 2002 г.                         | 41,5 km  | 25      |
|              | Люблинско-Дмитровска линия      | 1995 г.              | 2018 г.                         | 38,3 km  | 23      |
|              | Голямата кръгова линия          | 2018 г.              | 2021 г.                         | 12,6 km  | 6       |
|              | Бутовска линия                  | 2003 г.              | 2014 г.                         | 10 km    | 7       |
|              | Некрасовска линия               | 2019 г.              | 2020 г.                         | 6,9 km   | 4       |
| Общо:        | Общо:                           | Общо:                | Общо:                           | 397,3 km | 228     |

1. Четири станции от Филевска линия – Коминтерн, Арбатска, Смоленска и Киевска – са пуснати в периода 1935 – 1937 г., тогава част от Соколническа линия. Между 1938 и 1953 г. са част от Арбатско-Покровска линия. Станциите са затворени в периода 1953 – 1958 г. и след това са отворени отново, но като част от новата Филевска линия (4).
2. Всички три станции от Каховска линия са построени през 1969 г. Първоначално те са част от Замоскворецка линия. През 1995 г. те са отделени от тази линия и е сформирана Каховска линия. В бъдеще те ще станат част от втората кръгова линия.
3. L в L1 няма нищо общо с наземния електрически транспорт (трамвай), макар че всички станции са построени над земята. Тъй като за построяването на тези станции и линията не са били нужни допълнителни средства за изкопаване на тунел, за тях често се говори като за „Леко метро“. За него са характерни по-остри вертикални и хоризонтални криви. В Москва параметрите му са близки до класическото метро, за да може да се използва един и същ подвижен състав.

## Работно време
Влаковете се движат от 5:30 ч. сутринта до 1:00 ч. през нощта. Някои станции се отварят до 15 минут по-късно от 5:30. Времето на отваряне на всяка станция е указано на входа ѝ. По време на пиковите часове интервалът на движение по повечето линии е 90 сек. (поради което отпада нуждата от разписание). През останалото време влаковете се движат през около 2 – 3 до 3 и половина мин., а късно вечерта – през 5 до 8 мин.

## Билети и такси
Могат да се закупуват билети, всеки билет е за определен брой пътувания, като дистанцията и броят на линиите, по които се движи пътникът, не са от значение.
В московското метро се използват магнитни (контактни) карти с определен брой пътувания (до 1, 2, 60 и 70пътувания за период от 45 дена от деня на първото пътуване). Тези карти са въведени през 1993 г. тестово. През 2008 г. продажбата им е прекратена, тъй като през януари 2007 г. московският метрополитен започна да заменя магнитните карти с безконтактни карти, които отново са за определен брой пътувания (1, 2, 20, 40 и 60), действащи 90 дни от деня на продажбата им.
Съществуват и т. нар. социални карти, които са безплатни за пенсионери и други привилегировани граждани на Москва и се продават с намаление за ученици и студенти. Продажбата на жетони е окончателно спряна на 1 януари 1999 г.

## Интересни факти
1. Ширината на междурелсието е 1520 мм. (каквото е и при конвенционалната железница). Средното напрежение на контактните релси е 825 V AC. Средното разстояние между станциите е 1800 м. Най-късата дистанция (496 м.) е между Выставочная (бивш. Деловой центр) и Международная, а най-дългата (6627 м.) между станциите Крылатское и Строгино. Скоростта, която се развива, е около 41 – 43 km/h (средна експлоатационна скорост между станциите).
2. Отначало платформите на станциите се строили с дължина 120 м, после 155 м., а през 80-те години дължината е увеличена до 162 м., така че да приемат състави от осем вагона със стандартна дължина – или пет вагона „Русич“.
Изключения. Станциите Студенческая, Кутузовская, Фили, Багратионовская, Филевский парк и Пионерская (наземни), Деловой центр (ново название:„Выставочная“) и Международная (подземни) могат да приемат състави от пет вагона със стандартна дължина или четири вагона „Русич“. Станциите от линия Бутовская могат да приемат състави от четири вагона със стандартна дължина или три вагона „Русич“.
3. Съставите, движещи се по линии 2, 6, 7, 8, 9 и 10, се състоят от по осем вагона. Тези по линии 1 – от по седем, а съставите по линия 11 са с по шест вагона. Съставите, движещи се по линия3, се състоят от по пет вагона „Русич“, а съставите по линия 4 са с по три вагона „Русич“. Вагоните със стандартна дължина (примерно 19 м.) имат базови типове Еж, Ем, 81 – 717, 81 – 720 (с кабина) и 81 – 714, 81 – 721 (без кабина). При тези типове има множество модификации (например Еж3 или 81 – 717.5М). Вагоните „Русич“ типове 81-740 (с кабина) и 81 – 741 (без кабина) имат приблизителна дължина 27 м.
4. 4.7-километровата с 6 станции монорелсова железница между Тимирязевская и ВДНХ не е пряко свързана с основното метро, обаче някои от изходите ѝ се намират недалеч от метрото (1 – 2 минути пеш). За монорелса важат билетите от метрополитена. Прехвърлянето от метрото на монорелса не се заплаща (ако е направено в рамките на 90 минути). Влаковете тръгват на всеки 6 – 7 до 20 минути. Часовете, в които работи този участък, са 6:50 – 23:00.

Към момента московският метрополитен има 258 станции от които повечето са дълбоко заложени. Станция „Воробьёвы горы“ е разположена върху мост.

## Снимки
Линия „Сокольническая“
- Станция „Тропарёво“

Линия „Замоскворецкая“
- Станция „Красногвардейская“

Линия „Арбатско-Покровская“
- Станция „Мякинино“
- Станция „Митино“
- Станция „Волоколамская“
- Станция „Парк на победата“

Линия „Филёвская“
- Станция „Фили“
- Станция „Арбатская“
- Станция „Киевская“

Линия „Кольцевая“
- Станция „Таганская“
- Станция „Киевская“

Линия „Калужко-Рижская“
- Станция „Шаболовская“
- Станция „ВДНХ“
- Станция „Рижская“

Линия „Таганско-Краснопресненская“
- Станция „Барикадная“
- Станция „Пушкинская“

Линия „Калининская“
- Станция „Новогиреево“
- Станция „Новокосино“

Линия „Серпуховско-Тимирязевская“
- Вратите се затварят

Линия „Люблинско-Дмитровская“
- Станция „Трубная“
- Станция „Дубровка“
- Станция „Марино“

Линия „Каховская“
- Станция „Варшавская“

Линия „Бутовская“
- Станция „Улица Скобелевская“

## Подвижен състав
| #     | Наименование на линиите          | Брой вагони | Тип вагони                                                  | Брой пътници за ден | Обслужващо депо                       |
| ----- | -------------------------------- | ----------- | ----------------------------------------------------------- | ------------------- | ------------------------------------- |
| 1     | Сокольническая линия             | 7           | 81 – 717/714                                                | 1 031 914           | ТЧ-1 „Северное“ и ТЧ−13 „Черкизово“   |
| 2     | Замоскворецкая линия             | 8           | 81 – 717/714                                                | 1 362 599           | ТЧ-2 „Сокол“ и ТЧ-7 „Замоскворецкое“  |
| 3     | Арбатско-Покровская линия        | 5 и 7       | 81 – 740.1/741.1 и 81 – 740.4/741.4 „Русич“ и Еж3, и Ем-508 | 800,504             | ТЧ-3 „Измайлово“ и ТЧ-9 „Фили“        |
| 4     | Филёвская линия                  | 4 и 6       | 81 – 717/714 и 81 – 740.1/741.1 „Русич“ и Еж3, и Ем-508     | 355,180             | ТЧ-9 „Фили“                           |
| 5     | Кольцевая линия (Москва)         | 5           | 81 – 740.4/741.4 „Русич“                                    | 832,862             | ТЧ-4 „Красная Пресня“                 |
| 6     | Калужко-Рижская линия            | 8           | 81 – 717/714                                                | 1 399 472           | ТЧ-5 „Калужское“ и ТЧ−10 „Свиблово“   |
| 7     | Таганско-Краснопресненская линия | 8           | Еж3 и Ем-508Т                                               | 1 449 222           | ТЧ-6 „Планерное“ и ТЧ−11 „Выхино“     |
| 8     | Калининская линия                | 8           | 81 – 717/714                                                | 419,842             | ТЧ−12 „Новогиреево“                   |
| 9     | Серпуховско-Тимирязевская линия  | 8           | 81 – 717/714 и 81 – 760/761 „Ока“                           | 1 092 949           | ТЧ-8 „Варшавское“ и ТЧ−14 „Владыкино“ |
| 10    | Люблинско-Димитровская линия     | 8           | 81 – 720.1/721.1 „Яуза“                                     | 227,941             | ТЧ−15 „Печатники“                     |
| 11    | Большая Колцевая линия           | 6           | 81 – 717/714 и 81 – 720/721 „Яуза“                          | 107,732             | ТЧ-7 „Замоскворецкое“                 |
| 12    | Бутовская линия                  | 3           | 81 – 740/741 „Русич“                                        | 50,600              | ТЧ-8 „Варшавское“                     |
| Общо: | Общо:                            |             |                                                             | 6,92 млн. души      |                                       |

## Галерия на подвижния състав на московското метро
- Мотриса тип В
- Мотриса тип Д
- Мотриса тип ЕМ 508
- Салон на мотриса тип ЕжЗ
- Мотриса тип Е
- Мотриса тип ЕжЗ
- Мотриса 81 – 717.5
- Ретро мотриса 81 – 717.5А
- Мотриса 81 – 717.6
- Мотриса 81 – 720 Яуза
- Мотриса 81 – 740 Русич
- Салон на мотриса 81 – 740 Русич
- Мотриса 81 – 760 Ока
- Салон на мотриса 81 – 760 Ока

## Метро вРусия
- Петербургско метро
- Нижегородски метрополитен
- Новосибирски метрополитен
- Самарско метро
- Екатеринбургски метрополитен
- Казански метрополитен
- Сочинско метро

### Страници за метрото
- Официален сайт на Московското метро Архив на оригинала от 2020-10-03 в Wayback Machine.
- Московско метро (www.metro.ru) – авторски проект на Артемий Лебедев [обновява се рядко]
- Московско метро (metro.molot.ru) – авторски проект на Владимир Свириденков
- Новини за Московското метро (news.metro.ru) – авторски проект на Юрий Гридчин
- (www.metromost.com) – фотографии

### Специализирани
- Интернет-проект „Трьохгранка“ – сайт за любителите на метрото
- Метровагони (vagon.metro.ru) – сайт за вагоните и депата
- „Проект Номерной“ (nomernoy.msk.ru)[неработеща препратка] – сайт, посветен на вагони серии 81 – 717/81 – 714
- Голоса подземелия (voices.metro.ru) Архив на оригинала от 2009-01-29 в Wayback Machine. – сайт, посветен на звуковете в метрото [не се обновява]
- Метро, которое мы потеряли (metro.msk.ru)(на бълг:„Метрото, което загубихме“) – архивни фотографии на Московския метрополитен [не се обновява]
- Интервю с Николай Шумаков, главен архитект на Московското метро, 2 август 2006 г. Архив на оригинала от 2007-10-20 в Wayback Machine.

### Полезни
- Метроблог Новини за метрото и градския транспорт
- форум „Мое метро“Най-големия и професионално списван форум, посветен на метрополитните, (имащ тема и за Софийското метро)[неработеща препратка]
- MobileMetro Схема на Московския метрополитен за мобилни телефони (Java) Архив на оригинала от 2007-10-12 в Wayback Machine.
- Метро Реклама – интерактивна схема на Московското метро, включва схеми на станциите
- Новости в „RusTunnel.ru“ Архив на оригинала от 2007-10-18 в Wayback Machine.
- KartaMetro.info Схема на станциите, информация за номера на автобуси, тролейбуси, трамваи и маршрутни таксита, даващи възможност за прекачване
- GPS-координати на станциите Архив на оригинала от 2007-10-11 в Wayback Machine.